# Elie Barnavi

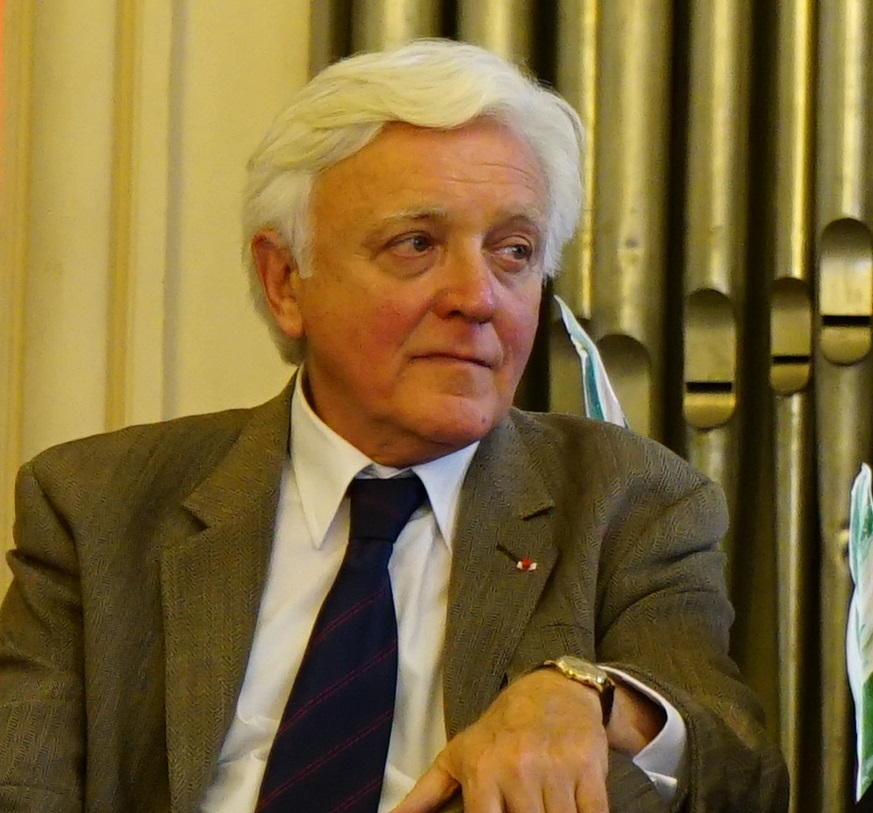
2015

Elie Barnavi é um historiador israelita. Nascido em 1946 em Bucareste (Roménia), ele emigrou com seus pais para Israel. Depois de estudar história e ciências políticas na Universidade Hebraica de Jerusalém, Universidade de Tel Aviv e da Sorbonne, ele foi nomeado professor de história moderna do Ocidente na Universidade de Tel Aviv, onde dirige o Centro de Estudos Internacionais.
Ele também foi diretor de estudos no Instituto de Defesa Nacional e membro do movimento Paz Agora. O embaixador de Israel para a França de 2000 a 2002, ele retomou seu ensinamento história na Universidade de Tel Aviv. Ele publicou "A História Moderna de Israel", a "História Universal dos Judeus", "Carta Aberta aos judeus da França", e livros em francês século XVI. Ele é diretor científico do Musée de l'Europe em Bruxelas.

## Biografia
Nascido em Bucareste, Romênia, Barnavi emigrou como criança para Tel Aviv e se tornou um cidadão israelense. Ele tem graus em história e em ciência política da Universidade de Tel Aviv (TAU), e recebeu seu doutorado em história moderna da Universidade de Paris em 1971, após o que foi nomeado professor de história ocidental moderna na TAU, onde dirigiu o Departamento de História Geral e o Centro de Estudos Internacionais. Ele se tornou o diretor de ciência do Museu da Europa em Bruxelas em 1998 e foi o Israel embaixador em França entre 2000 e 2002, após o que retomou o ensino em TAU e voltou ao seu trabalho no museu.